# Burmistrzowie Wąbrzeźna
Burmistrzowie Wąbrzeźna – lista osób pełniących obowiązki burmistrza, naczelnika i przewodniczącego Prezydium Miejskiej Rady Narodowej Wąbrzeźna.

## I Rzeczpospolita (do 1772)
| Lp. | Imię i nazwisko       | Czas sprawowania funkcji | Uwagi                              |
| --- | --------------------- | ------------------------ | ---------------------------------- |
| 1   | Stefan                | przed 1499               |                                    |
| 2   | Jan Nobdakowski       | 1499                     |                                    |
| 3   | Paweł Pęcherek        | 1575                     | jego synem był Bernard z Wąbrzeźna |
| 4   | Jakub Budzik          | 1669                     |                                    |
| 5   | Paweł Deptowicz       | 1670                     |                                    |
| 6   | Jakub Golubski        | 1673                     |                                    |
| 7   | Kazimierz Kowalski    | 1694                     |                                    |
| 8   | Łukasz Karecki        | 1707                     |                                    |
| 9   | Walenty Karecki       | 1735                     |                                    |
| 10  | Mateusz Klugiewicz    | 1752                     |                                    |
| 11  | Walenty Cander        | 1760                     |                                    |
| 12  | Kazimierz Radzimiński | 1763                     |                                    |

## Królestwo Prus (1772–1807)
| Lp. | Imię i nazwisko | Czas sprawowania funkcji |
| --- | --------------- | ------------------------ |
| 13  | A. Gelgoss      | 1772–1786                |
| 14  | Beil            | 1786–1801                |
| 15  | Schmelzer       | 1802–1805                |
| 16  | Eberling        | 1805–1807                |

## Księstwo Warszawskie (1807–1815)
| Lp. | Imię i nazwisko | Czas sprawowania funkcji |
| --- | --------------- | ------------------------ |
| 17  | Brodowski       | 1808–1815                |

## Królestwo Prus (1815–1871)
| Lp. | Imię i nazwisko | Czas sprawowania funkcji |
| --- | --------------- | ------------------------ |
| 18  | Certheuser      | 1816–1822                |
| 19  | Schirmacher     | 1822–1842                |
| 20  | Doege           | 1842–1843                |
| 21  | Steckowski      | 1844–1852                |
| 22  | Haber           | 1853–1862                |
| 23  | Friedrich Hoeft | 1862–1871                |

## Cesarstwo Niemieckie (1871–1920)
| Lp. | Imię i nazwisko        | Czas sprawowania funkcji |
| --- | ---------------------- | ------------------------ |
| 24  | Zander                 | 1871–1873                |
| 25  | Marian Gawin-Gostomski | 1873–1908                |
| 26  | Herman Klomfas         | 1908–1912                |
| 27  | Wilhelm Schulz         | 1912–1920                |

## II Rzeczpospolita (1920–1939)
| Lp. | Imię i nazwisko        | Czas sprawowania funkcji | Uwagi                                                       |
| --- | ---------------------- | ------------------------ | ----------------------------------------------------------- |
| 28  | Franciszek Łukiewski   | 1920                     |                                                             |
| 25  | Marian Gawin-Gostomski | 1920                     | burmistrz komisaryczny                                      |
| 29  | Bernard Rakowicz       | 1920–1921                | burmistrz komisaryczny                                      |
| 30  | Teodor Bobowski        | 1921–1923                |                                                             |
| 31  | Antoni Makowski        | 1923                     | wybrany przez Radę Miejską, niezaakceptowany przez wojewodę |
| 32  | Jan Deręgowski         | 1923–1924                |                                                             |
| 33  | Jan Ornass             | 1924                     | burmistrz komisaryczny                                      |
| 34  | Filip Białecki         | 1924                     |                                                             |
| 35  | Leon Schwarz           | 1924–1939                |                                                             |

## III Rzesza Niemiecka (1939–1945)
| Lp. | Imię i nazwisko | Czas sprawowania funkcji |
| --- | --------------- | ------------------------ |
| 36  | Heinrich Henke  | 1939–1945                |

## Polska Rzeczpospolita Ludowa

### Burmistrzowie
| Lp. | Imię i nazwisko       | Czas sprawowania funkcji |
| --- | --------------------- | ------------------------ |
| 37  | Józef Pawlewski       | 1945–1946                |
| 38  | Władysław Lenartowski | 1946–1949                |
| 39  | Adam Woźniak          | 1949–1950                |

### Przewodniczący Prezydium Miejskiej Rady Narodowej
| Lp.  | Imię i nazwisko       | Czas sprawowania funkcji |
| ---- | --------------------- | ------------------------ |
| (39) | Adam Woźniak          | 1950–1953                |
| 40   | Franciszek Łazarski   | 1954–1956                |
| 41   | Bronisław Wasielewski | 1956–1957                |
| 42   | Michał Ołtuszewski    | 1958–1959                |
| 43   | Piotr Sobal           | 1959–1961                |
| 44   | Franciszek Szukaj     | 1961–1970                |
| 45   | Edward Sroka          | 1970–1973                |

### Naczelnicy
|      | Imię i nazwisko      | Czas sprawowania funkcji |
| ---- | -------------------- | ------------------------ |
| (45) | Edward Sroka         | 1974–1975                |
| 46   | Waldemar Kobierski   | 1975–1986                |
| 47   | Ryszard Wasiński     | 1986–1989                |
| 48   | Krzysztof Maćkiewicz | 1989–1990                |

## III Rzeczpospolita (od 1989)
| Lp. | Imię i nazwisko    | Czas sprawowania funkcji |
| --- | ------------------ | ------------------------ |
| 49  | Bogdan Koszuta     | 1990–1998, 2002–2010     |
| 50  | Maciej Woźniak     | 1998–2002                |
| 51  | Leszek Kawski      | 2010–2018                |
| 52  | Tomasz Zygnarowski | od 2018                  |

## Źródła
- Józef Stańczewski Zarys historji miasta Wąbrzeźna, Wąbrzeźno 1935
- Historia Wąbrzeźna, red. K. Mikulski, Wąbrzeźno 2002